# بخش بن وید، شهرستان پاپ، مینه سوتا
بخش بن وید (به انگلیسی: Ben Wade Township) یک منطقهٔ مسکونی در ایالات متحده آمریکا است که در شهرستان پوپ، مینه‌سوتا واقع شده‌است.
 بخش بن وید ۹۱٫۷ کیلومتر مربع مساحت و ۲۵۲ نفر جمعیت دارد و ۴۰۰ متر بالاتر از سطح دریا واقع شده‌است.